# Unidos Podemos (Costa Rica)

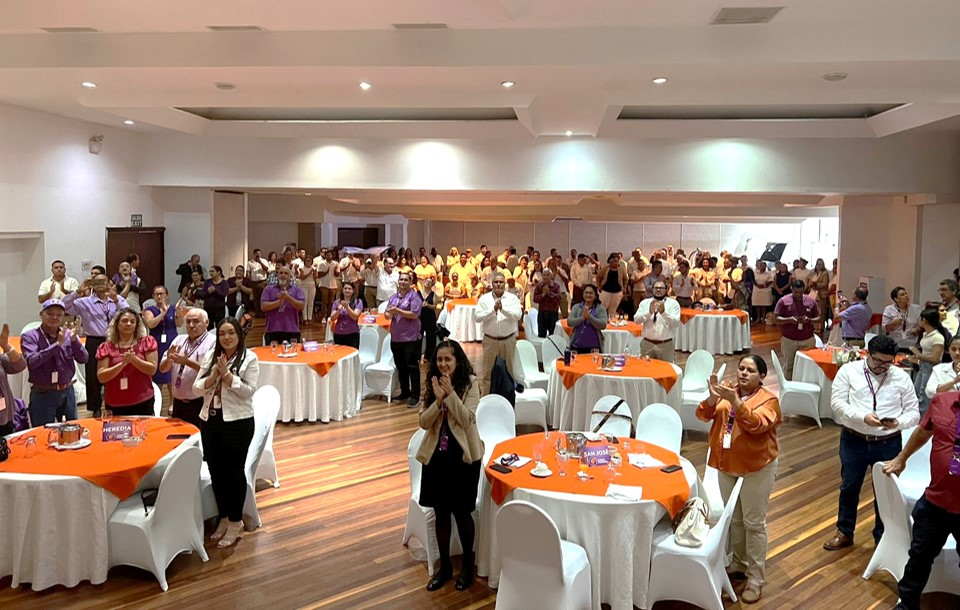
Asamblea Nacional del Partido Unidos Podemos. San José 2023.

Unidos Podemos es un partido político costarricense fundado por la exdiputada y disidente del Movimiento Libertario, Natalia Díaz Quintana. Esta agrupación política se constituye como un partido pluralista, participativo, democrático y se define como liberal. El partido culminó su proceso de asambleas cantonales y provinciales en noviembre de 2018 lo que le permitió participar en las elecciones municipales de 2020.
Unidos Podemos ha destacado al ser el primer partido político de escala nacional en Costa Rica fundado por una mujer, además debido a la alta participación de personas jóvenes en sus estructuras nacionales, provinciales y cantonales, así también en sus candidaturas nacionales y municipales.

## Historia
El partido fue fundado por Natalia Díaz, quien fue diputada para el Período 2014-2018 por el Movimiento Libertario de Otto Guevara y quien enfrentaría a Guevara en la primera y hasta ahora única Convención Nacional Libertaria de 2017, pero perdería ante él por casi un 20% de diferencia. Díaz no apoyaría a Guevara como candidato en las elecciones de 2018 y de hecho daría su adhesión al liberacionista Antonio Álvarez Desanti. Poco después de finalizada la campaña presidencial iniciaría la fundación del nuevo partido. Esta se concluiría en noviembre de 2018.
Con menos de dos de años de constituido, Unidos Podemos participa por primera ocasión en las elecciones municipales de 2020 y obtiene la alcaldía del cantón de Oreamuno, así como varios regidores, síndicos y concejales en diversos cantones.
La agrupación participa por primera vez en un proceso de elecciones nacionales en 2022, donde luego de la primera ronda de elecciones se establece en el puesto 9 de los 25 partidos políticos que presentaron fórmulas para la presidencia y las vicepresidencias.
Durante la segunda ronda de elecciones nacionales en 2022, Natalia Díaz Quintana daría su adhesión al candidato Rodrigo Chaves Robles, quien eventualmente ganaría las elecciones presidenciales y nombraría a Díaz como su Ministra de la Presidencia, cargo que ostentó hasta el 22 de junio de 2024, cuando renuncia para incorporarse nuevamente a su proyecto político con Unidos Podemos. 
La agrupación participa con presencia en gran parte de los cantones de Costa Rica en el proceso de Elecciones municipales de Costa Rica de 2024, donde el partido Unidos Podemos daría la gran sorpresa en dicha jornada electoral, al ganar las alcaldías de Turrubares, Grecia, Alvarado, Oreamuno, Paraíso, Abangares, Cañas, Limón y Pococí, así como las intendencias de Cervantes y Lepanto, convirtiéndose de esa manera en la tercera fuerza política nacional, esto en cuanto a la presencia en gobiernos municipales del país.
Su organización de juventud, Juventud Unidos Podemos, realiza sus propias asambleas nacionales y cuenta con su propio directorio ejecutivo nacional, así como una red de presidencias regionales distribuidas de la siguiente manera para dar cobertura al territorio nacional:
- San José: Central, Oeste y Sur.
- Alajuela: Central, Occidental y Norte.
- Cartago: Central y Norte.
- Heredia: Central y Norte.
- Guanacaste: Altura y Bajura.
- Puntarenas: Península, Norte, Central y Sur.
- Limón: Norte y Sur.

Adicionalmente el grupo de juventud cuenta con Secretarías Nacionales de: Reclutamiento, Acción Social, Redes Sociales y Capacitación, esta última, que cuenta con un fuerte y constante programa de formación política, cívica, económica así como de habilidades blandas.

## Resultados Electorales

### Presidenciales
|  | 0,79 % |

|  | 0 % |

### Legislativas
|  | 1.02 % |

|  | 0 % |

### Municipales
| Año  | Alcaldías | Intendentes | Regidores | Síndicos | Concejales |
| ---- | --------- | ----------- | --------- | -------- | ---------- |
| 2020 | 1/82      | 0/8         | 11/508    | 5/488    | 36/1944    |
| 2024 | 9/84      | 2/7         | 43/518    | 36/491   | 130/1936   |